# Yitzchak Vissoker
Yitzchak Vissoker - em hebraico, יצחק ויסוקר (18 de setembro de 1944), também conhecido como Yitzhak Vissoker, é um antigo futebolista israelense nascido no então Mandato Britânico da Palestina.

## Carreira
Ele defendeu a Seleção Israelense na Copa de 1970 (única do país), onde foi o titular nas 3 partidas do selecionado, que caiu na primeira fase, e também participou dos Jogos Olímpicos de 1976. No total, foram 43 jogos pela seleção em 12 anos (1964 a 1976).
Por clubes, Vissoker defendeu Hapoel Petah Tikva e Maccabi Netanya, onde encerrou sua carreira em 1980.